# Associação Brasileira de Pesquisadores de História e Genealogia
Associação Brasileira de Pesquisadores de História e Genealogia (ASBRAP) é uma associação cultural brasileira. A instituição tem como objetivo incentivar a pesquisa e produção genealógica no Brasil.

## História
A instituição foi fundada em 2 de agosto de 1993, na sede do Instituto Histórico e Geográfico de São Paulo. A fundação foi liderada por Marcelo Meira Amaral Bogaciovas, historiador, genealogista e membro do Colégio Brasileiro de Genealogia. Em 1994, a instituição lançou a Revista da ASBRAP, publicação própria com o intuito de abrir espaço para a produção genealógica acadêmica.